# 卑彌呼 (天體)
卑彌呼（英語：Himiko）是一個被發現類似於萊曼α斑點，紅移 Z = 6.6的一個大氣體雲，研究人員說：「這可能是在早期宇宙的任何時間內可能發現的質量最大的天體"。它與地球的距離是129億光年，或是大約75×1021英里(122×1021公里)。」

## 尺度
據說它的質量10倍於過去發現的第二大的宇宙早期天體，或是400億太陽質量。跨越55,000光年的空間，大約是我們銀河系直徑的一半大" 。

## 發現
加州巴塞迪那卡內基研究院的研究員大內正己(Masami Ouchi)說：「我未曾聽說有任何類似的天體在這樣的距離上被解析出來，...它似乎打破了紀錄"。」

## 名稱
這個天體的名稱得自第三世紀的日本邪馬台國巫師女王卑彌呼 。

### 文獻
- Ouchi, Masami;  et al. . The Astrophysical Journal. 2009年5月, 696 (2): 1164–1175. Bibcode:2009ApJ...696.1164O. S2CID 15246638. arXiv:0807.4174 . doi:10.1088/0004-637X/696/2/1164.

### 引文
1. 1 2 3 4  Hsu, Jeremy. . SPACE.com. 2009-04-22  [2009-04-24]. （原始内容存档于2009-04-23）.
2. ↑  . Carnegie Institution for Science. 22 April 2009  [2009-04-23]. （原始内容存档于2009-04-25）.